# Program rozruchowy
Program rozruchowy (ang. bootstrap loader, skr. bootloader) – działający na zasadzie „samorozruchu” program uruchamiany jako pierwszy po zakończeniu wykonywania przez BIOS lub UEFI procedury POST, służący do załadowania systemu operacyjnego do pamięci operacyjnej komputera.

## Bootstrap
Bootstrap (od ang. pull oneself up by one’s bootstraps, dosł. „wyciągnąć się za pomocą pętli z tyłu butów”) to idea rozwiązania systemowego w informatyce obrazująca samorozruch komputera. Procedura rozruchowa nazywana jest w języku angielskim terminami boot lub booting.
Pierwotnie (np. EXEC) bootstrap polegał na ręcznym wpisaniu bit po bicie z pulpitu technicznego komputera komendy „Ładuj i wykonaj z urządzenia”, na którym załadowany był system operacyjny, interpreter komend lub inny program.
Później proces ten został zaszyty sprzętowo jako koniec prawidłowo przeprowadzonego przebiegu procedury testującej POST i działał w kooperacji z interpreterem komend systemu nadrzędnego, takiego jak DOS, UNIX czy Windows. Proces ten został nazwany programem rozruchowym.

## Rozruch w różnych architekturach komputerów
W komputerach PC nagłówek (segment startowy) programu rozruchowego może być umieszczony w pierwszym, 512-bajtowym fragmencie sektora startowego dysku twardego (ang. Master Boot Record). W systemach DOS/Windows jest tam zapisany program, który ładuje kolejny program rozruchowy z partycji oznaczonej jako aktywna. W systemach uniksowych pliki dodatkowe programu rozruchowego znajdują się zazwyczaj w katalogu lub partycji montowanej w katalogu /boot.

## Rozruch z innych urządzeń
Program rozruchowy oraz cały system operacyjny może być pobierany także z innych urządzeń takich jak stacja dyskietek, napęd CDROM, dyski USB, a nawet spoza komputera, z serwera w sieci lokalnej (zob. PXE). Dawniej także z taśmy perforowanej albo pamięci bębnowej.

### Boot Device Menu
Boot Device Menu (z ang. menu urządzeń rozruchowych) to menu służące do uruchamiania systemu z innego urządzenia niż domyślne bez potrzeby zmiany kolejności uruchamiania w ustawieniach BIOS-u.
Boot Device Menu wywołuje się klawiszami funkcyjnymi zaraz po uruchomieniu komputera, a przed startem systemu. W zależności od sprzętu najczęściej używa się: Esc lub F8 lub F9 lub F10 lub F11 lub F12. Boot Device Menu niekiedy mylnie nazywane jest w skrócie Boot Menu.

#### Lista klawiszy wywołujących Boot Device Menu
- Acer – Esc lub F12 lub F9
- Albatron – F8
- Asus – Esc lub F8
- Compaq – Esc lub F9
- Dell – F12
- DFI – Prt Scr
- ECS – F11
- Epox – Esc
- Gigabyte – F12
- HP – Esc lub F9
- Intel – F10
- Lenovo – F12 lub Lenovo One Key Recovery (przycisk ten znajduje się obok przycisku zasilania lub obok gniazda zasilania)
- Microstar – F11
- MSI – F11
- Packard Bell – F8
- Sony Vaio – F11
- Toshiba – F12
- Samsung – Esc lub F12

## Przykłady
- NT OS Loader (NTLDR) – program rozruchowy stosowany w Windows NT
- GRUB – projekt GNU
- GRUB2 – następca GRUB-a
- LILO – Linux Loader, towarzyszy rozwojowi tegoż systemu od jego narodzin
- SYSLINUX – stosowany do rozruchu m.in. z płyt CD/DVD oraz z bezpośrednio sieci komputerowej.